# カンテナ
カンテナは、アマチュア無線やWi-Fi（無線LAN）に用いられるアンテナの一種である。
素材として食品や飲料などの既成の容器缶を流用したDIY（自作）アンテナに端を発することから、缶＋アンテナを語源としてこの名称があり、英語でも can + antenna で cantenna と表記される。
共にカンテナと呼称されながらも、アマチュア無線用と無線LAN用とでは構造・特性が全く異なる。

## アマチュア無線
無指向性アンテナの一種であるグランドプレーンアンテナの垂直エレメントの材料として空き缶を使ったものである。
1990年代に日本のアマチュア無線家によって紹介されたもので、VHF以下ではエレメントが太くなりすぎ、SHF以上は免許される空中線電力（出力）が小さく補完するため利得のある指向性アンテナが必要となる。利用者も少なく無指向性アンテナを使用する理由は乏しい。
その為、もっぱら製作例はUHFに限られ、430MHz帯で寸法・形状的にほぼ最適解とされる2リットルビール缶を使用したものが多数を占める。
他には1200MHz帯で430MHz帯用を縮小した形状のものをコーヒー缶などを使用した製作例が散見される。

## 無線LAN
指向性アンテナの一種であるホーンアンテナの導波管部に空き缶を使ったものである。
2000年代初め頃から、欧米では2.4GHz帯無線LANの到達距離延長を目的として、飲料缶やスープ缶、整形ポテトチップスの紙缶（端的にはプリングルズの空き缶。紙製だが金属箔が裏張りされている。）などを流用したDIYが隆盛した。
- "Pringles Cantenna"などと称してプリングルズの缶による製作例が見受けられるが、2.4GHz帯での導波管の口径の最適値は92㎜であり小口径になるほど最適な導波管長が長くなる。プリングルズの缶は口径が小さすぎ対応する導波管長も短すぎる。内貼りの金属も箔より厚いものが良いので、工作は容易だが電気的には適当なものとはいえない。[2]

この人気により完成品やキットの商品化もされている。
変わった材料を利用したものでは、金属の缶の入手困難なマリ共和国で1.5リットルペットボトルと金属製フライスクリーン（網戸用の網）で製作した「ボトルネットアンテナ」（BottleNet antenna、直訳すれば「瓶網アンテナ」）がある。
指向性が鋭くなるため安定した使用をするには、接続するアクセスポイントを確認して三脚を使用、柱に取り付けなど確実に設置することが必要となる。
日本では、無線LANは小電力無線局の一種とされ技術基準は総務省令無線設備規則による。
2.4GHz帯は同規則第49条の20（小電力データ通信システムの無線局）の第1号と第2号に規定している。
第1号ヘと第2号ホに送信空中線（アンテナ）の絶対利得（第1号ヘには水平面及び垂直面の主輻射の角度の幅も）があり、指向性を鋭くすると容易に規定値を超えてしまうこと、アンテナ特性の測定には測定器や設備が必要となることから、カンテナの完成品やキットが商品化されることはない。
このため一部のマニアが自作して自己責任で実験している程度に留まっている。

### 応用
他の周波数での製作例
- 1.9GHz帯携帯電話用[6]
- 5GHz帯衛星放送受信用ディッシュアンテナのフィードホンへの応用[7]

注　いずれも日本国外の事例

### 画像

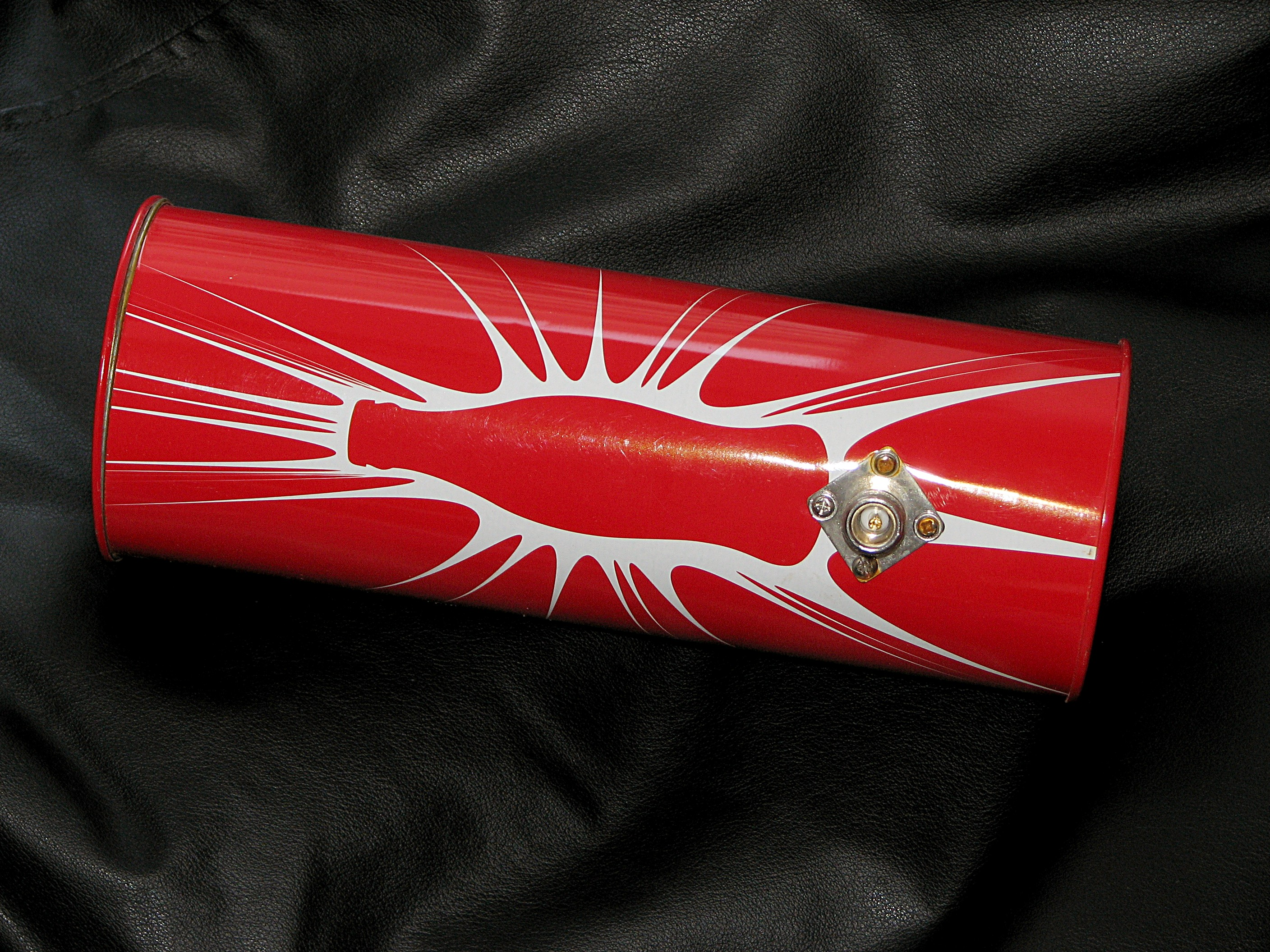
コーク缶を利用したWi-Fi用カンテナ

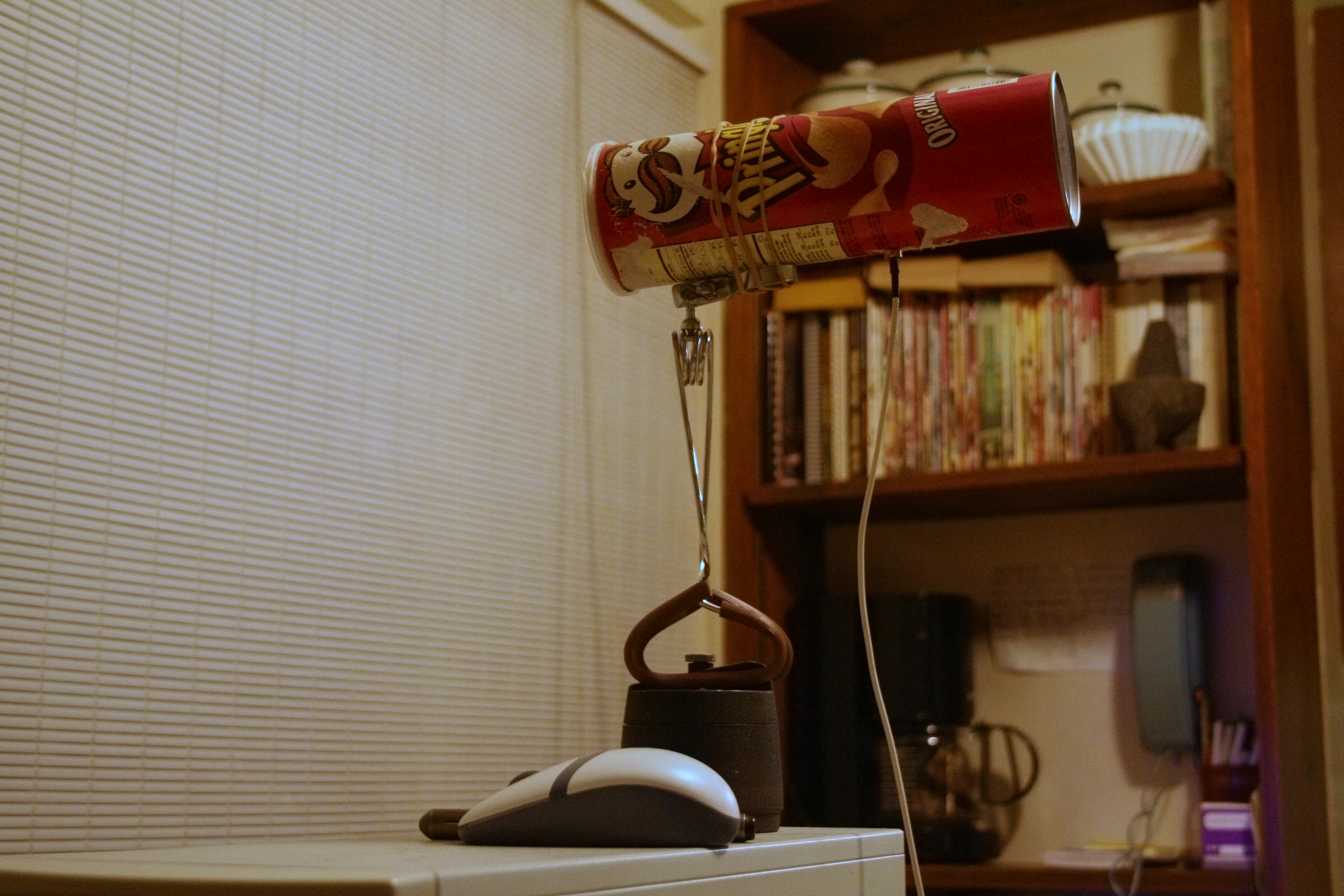
プリングルズ缶を利用したWi-Fi用カンテナ

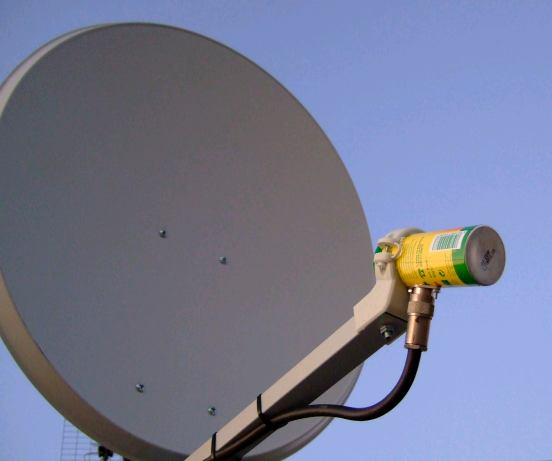
5GHz帯フィードホンとしての応用

|  |  |  |

## その他

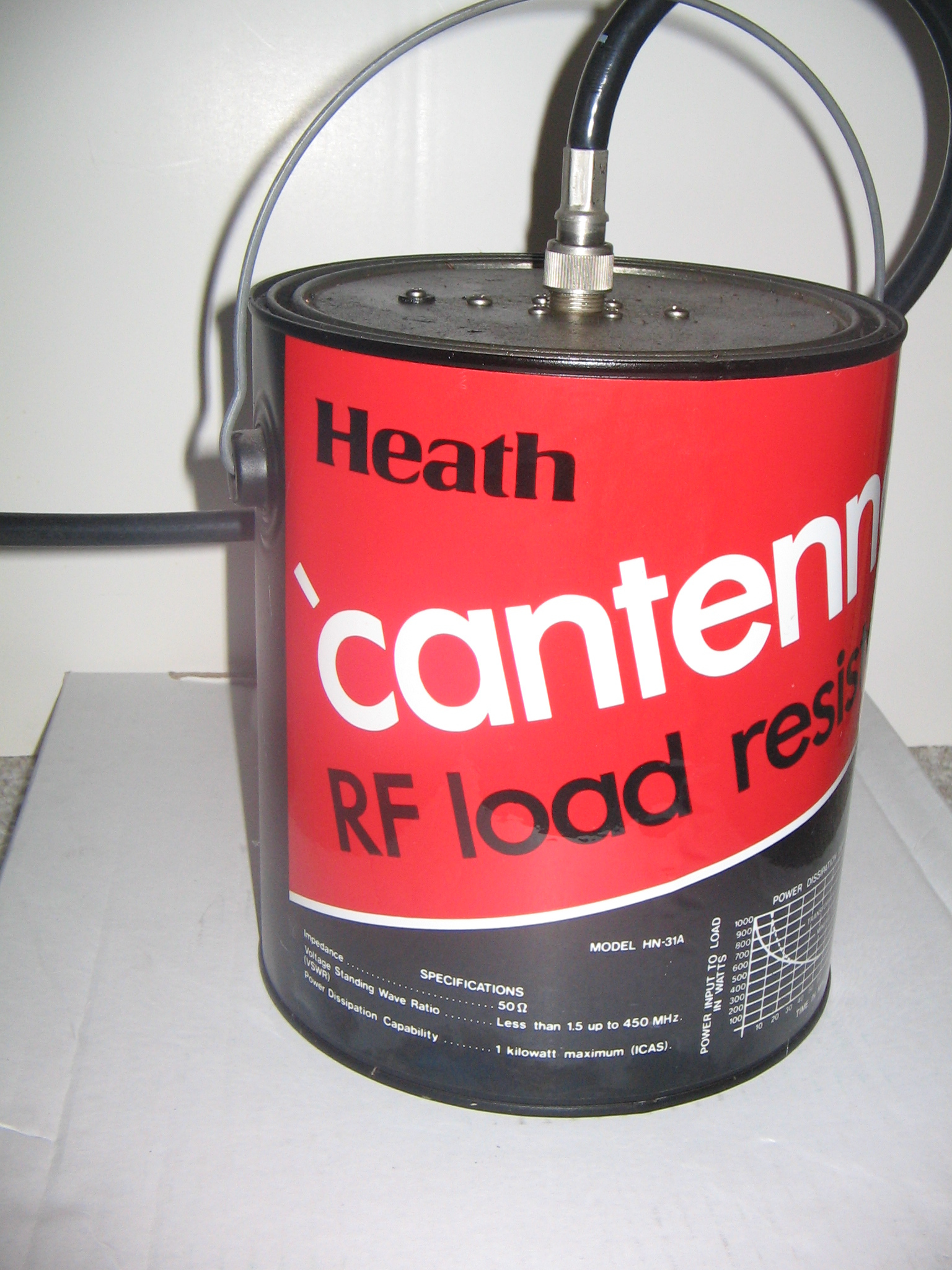
ヒースキットの”Cantenna”

- 米国のヒース社（Heath Company）は、かつてヒースキットの一つとして”Cantenna”を販売していた。これは高周波用ダミーロードのキットである。絶縁油の容器として”Cantenna”と印刷された空き缶が付属していた。

- 「カンテナ」という商品名で底板が手動で全開する構造の輸送コンテナ[8]がある。